# Sri Lanka en los Juegos Olímpicos de Sídney 2000
Sri Lanka estuvo representada en los Juegos Olímpicos de Sídney 2000 por un total de 18 deportistas, 9 hombres y 9 mujeres, que compitieron en 4 deportes.
La portadora de la bandera en la ceremonia de apertura fue la atleta Damayanthi Dharsha.

## Medallistas
El equipo olímpico esrilanqués obtuvo las siguientes medallas:
| Nombre                | Deporte   | Competición |
| --------------------- | --------- | ----------- |
| Oro                   |           |             |
| —                     |           |             |
| Plata                 |           |             |
| Susanthika Jayasinghe | Atletismo | 200 m F     |
| Bronce                |           |             |
| —                     |           |             |